# 丹後神崎駅

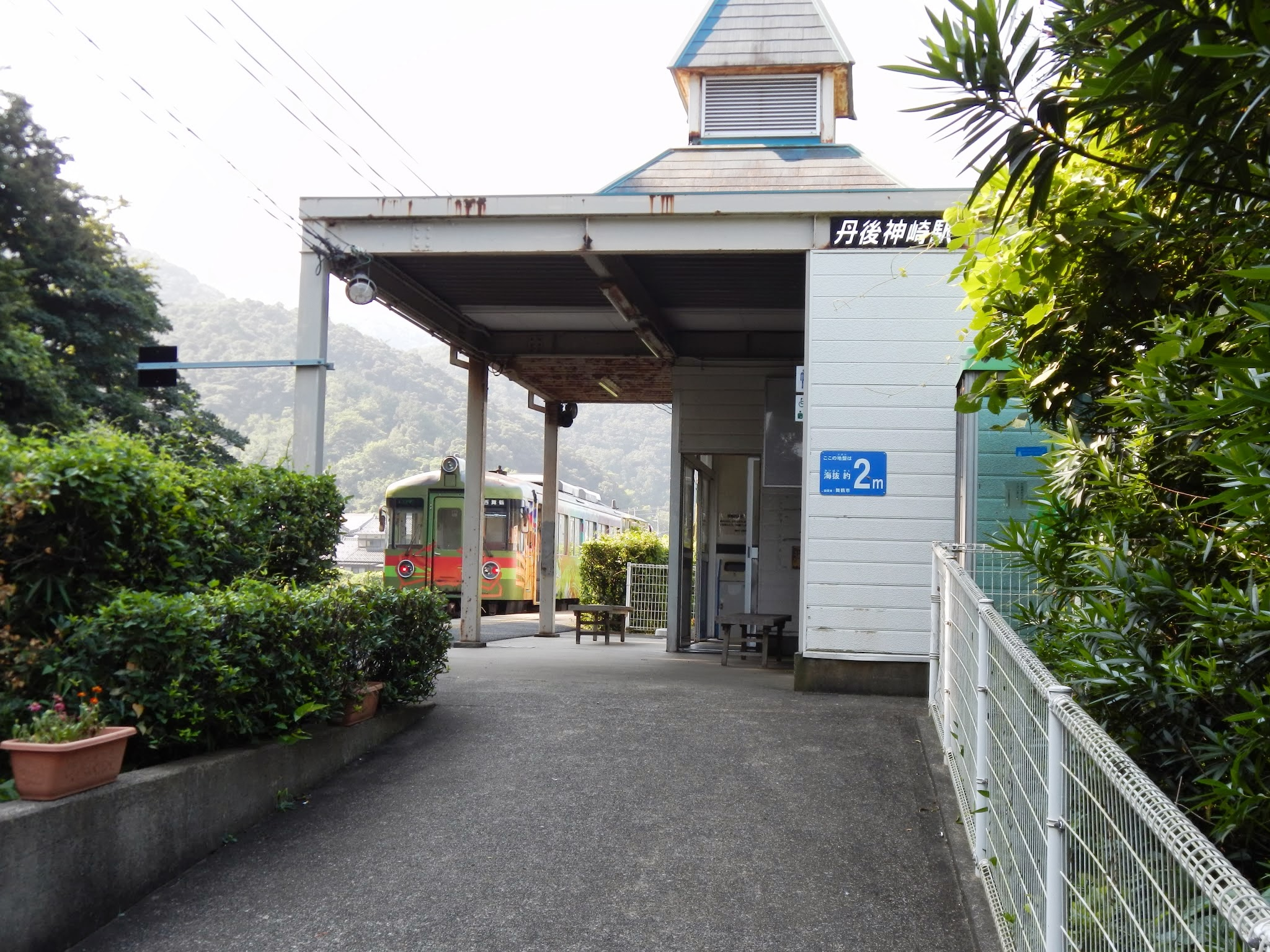
駅入口（2013年8月）

丹後神崎駅（たんごかんざきえき）は、京都府舞鶴市油江にある、WILLER TRAINS（京都丹後鉄道）宮津線の駅である。駅番号はM11。「宮舞線」の愛称区間に含まれている。
神崎海水浴場の最寄駅であり、「神崎海水浴場駅」の愛称が付けられている。以前は、臨時で夏期などに特急が停車することがあったが、2008年3月改正で「タンゴディスカバリー」の宮津線宮津駅以東乗り入れが廃止されてからは、普通列車（宮津線内各駅停車となる快速「丹後あおまつ」を含む）のみ停車する。
西舞鶴駅から当駅までは、舞鶴市内を走る。

## 歴史
- 1957年（昭和32年）6月22日：地元からの請願駅として、宮津線の東雲駅 - 丹後由良駅間に新設[1][2]。気動車の旅客のみを取り扱う無人駅[3]。
- 1987年（昭和62年）4月1日：国鉄分割民営化により、西日本旅客鉄道の駅となる[2]。
- 1990年（平成2年）4月1日：宮津線が北近畿タンゴ鉄道に移管され、同鉄道の駅となる。
- 2014年（平成26年）3月：「神崎海水浴場駅」と、愛称が設定される[4]。
- 2015年（平成27年）4月1日：WILLER TRAINSへの移管により、京都丹後鉄道宮舞線の駅となる。

## 駅構造
宮津方面に向かって左側に単式ホーム1面1線を持つ地上駅であり、無人駅である。分岐器や絶対信号機がないため、停留所に分類される。
宮津寄りに駅舎があり、ホーム上に男女共用で水洗の多目的トイレが設置されている。

## 利用状況
1日の平均乗車人員は以下の通りである。
| 乗車人員推移 | 乗車人員推移 |
| 年度         | 1日平均人数  |
| ------------ | ------------ |
| 1999         | 77           |
| 2000         | 60           |
| 2001         | 47           |
| 2002         | 41           |
| 2003         | 41           |
| 2004         | 36           |
| 2005         | 25           |
| 2006         | 27           |
| 2007         | 22           |
| 2008         | 36           |
| 2009         | 36           |
| 2010         | 25           |
| 2011         | 30           |
| 2012         | 25           |
| 2013         | 25           |
| 2014         | 19           |
| 2015         | 14           |
| 2016         | 16           |
| 2017         | 8            |
| 2018         | 11           |
| 2019         | 14           |

## 駅周辺
山間に位置する駅で、駅から少し離れた西側を京都府道571号線が並行する。なお、京都府道571号線は駅から北へ少し離れた所で宮舞線の踏切と交差する。由良川は京都府道571号線から西へ少し離れた所を流れており、1駅隣の丹後由良駅との間には由良川橋梁が架かっている。集落は駅の南北にあるが、駅付近は田園風景となっている。駅北側のマップは京都府保育協会の「KTR丹後神崎駅」を参照。
- 神崎煉瓦ホフマン式輪窯 - 全国に4基現存するホフマン窯の1つ[7]。
- 神崎児童センターまいまいハウス
- 神崎簡易郵便局
- 舞鶴警察署神崎駐在所
- 水無月神社
- 湊十二社大明神社
- 弘法大師の泉
- 油江小谷城跡[8]
- 蒲江小谷城跡
- 京都府道571号西神崎上東線
- 由良川
  - 由良川橋梁

## 隣の駅
WILLER TRAINS（京都丹後鉄道）
■宮舞線（宮津線）
快速（上りのみ運転）
通過
快速「丹後あおまつ」（下りのみ運転）・普通
東雲駅 (M10) - 丹後神崎駅 (M11) - 丹後由良駅 (M12)